# Aérodrome de Haguenau

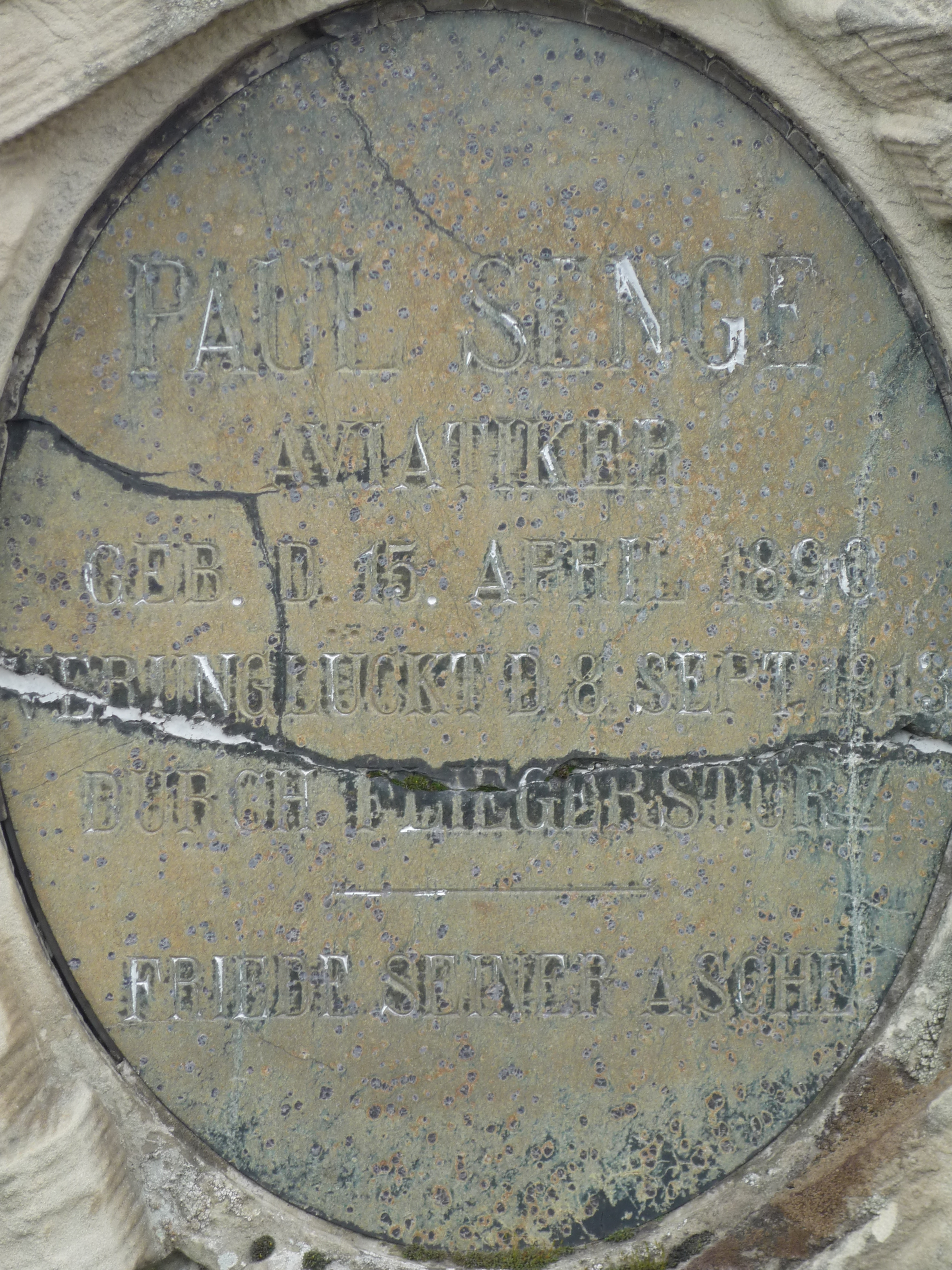
Inscriptions sur la tombe de P. Senge au cimetière Saint-Georges de Haguenau.

L’aérodrome de Haguenau (code OACI : LFSH) est un aérodrome civil, ouvert à la circulation aérienne publique (CAP), situé à 3 km au sud-est d’Haguenau dans le Bas-Rhin (région Grand Est, France).
Il est utilisé pour la pratique d’activités de loisirs et de tourisme (aviation légère, hélicoptère et aéromodélisme).

## Histoire

### Paul Senge, un pionnier de l'aviation allemande

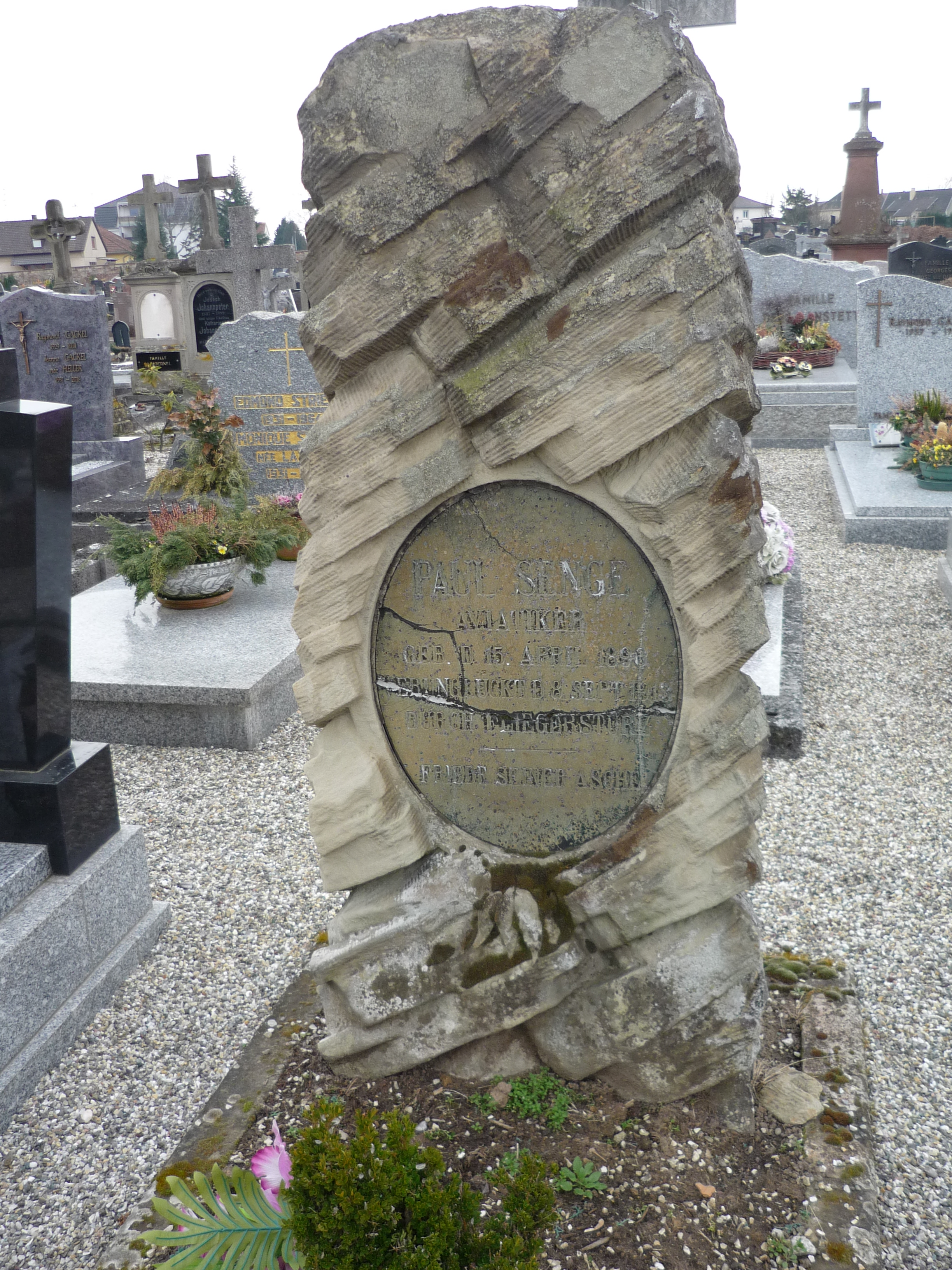
Tombe de Paul Senge au cimetière Saint-Georges de Haguenau.

Paul Senge, né le 15 avril 1891 à Haguenau, fils d'un cordonnier, s'intéresse à la fabrication des avions. En 1908, il assiste à Darmstadt au vol d'Auguste Euler. Il grandit à Karlsruhe où il construit plusieurs avions expérimentaux. Il construit un monoplan de 280 kg avec des ailes d'une longueur de 24 mètres et avec un moteur à trois cylindres d'une vitesse de 25 à 30 km/h. En 1911, il réussit le premier vol et atteint les 100 mètres. 
En septembre 1911, il a son premier accident en vol à Forchheim. Il devient ensuite le pilote de Hugo Hübner à Mannheim qui avait eu lui-même un accident avant de faire appel à Paul Senge. Paul Senge prend des cours de pilotage et obtient son permis de pilote qui porte le n°214. En juin 1912, il a un accident à l'atterrissage à Pforzheim dans lequel il est légèrement blessé.
En 1912, Paul Senge propose à la ville de Haguenau d'organiser un vol de démonstration d'une hauteur de 1 000 mètres pour le 15 août et souhaite utiliser l'ancien terrain de football de la route de Soufflenheim. Le projet n'aura finalement pas lieu.
Hugo Hübner ayant abandonné la construction d'avions, Paul Senge sert de pilote, en 1913, pour tester à Mannheim l'avion de Hans-Martin Pippart et Heinrich Noll qui porte le nom d'Aristoplan. Paul Senge fait un vol expérimental de 70 km avec l'Aristoplan de Wanne dans la Ruhr à Viersen, le 8 septembre 1913. Mais à Elsen à Grevenbroich dans la région de Düsseldorf, l'avion  qui vole à 1 600 m est pris dans des vents violents. L'avion a une panne de moteur, Paul Senge le fait planer, mais à 50 mètres du sol, il chute brutalement. Paul Senge s'éjecte à 10 mètres de hauteur, mais il décède de ses blessures. Il est enterré au cimetière Saint-Georges dans la concession A-21-23 à Haguenau, le 13 septembre 1913. La tombe sculptée par Jérôme Bohl existe toujours, le Flugsportverein de Karlsruhe a renouvelé la concession en 1952. Elle arrive à échéance en 2021.

### Première Guerre mondiale: école de pilotage et bombardements
L'aérodrome de Haguenau, a une vocation initialement militaire. La décision a été prise officiellement, le 5 juillet 1915, par l'école de pilotage FEA 9,  Fliegerersatz-Abteilung 9 de Darmstadt. En décembre 1915, la ville cède le terrain aux autorités militaires allemandes. L'aérodrome est aménagé par des prisonniers de guerre russes, en avril 1916, sur une centaine d'hectares entre Haguenau, Kaltenhouse et Marienthal (Bas-Rhin) pour protéger les usines pétrolières de Merkwiller-Pechelbronn de raids de bombardements.   

Le 1er juillet 1917, l'aérodrome composé de dix hangars et de deux pistes en herbe de 1 000 mètres est inauguré, selon la chronique scolaire de Kaltenhouse.  

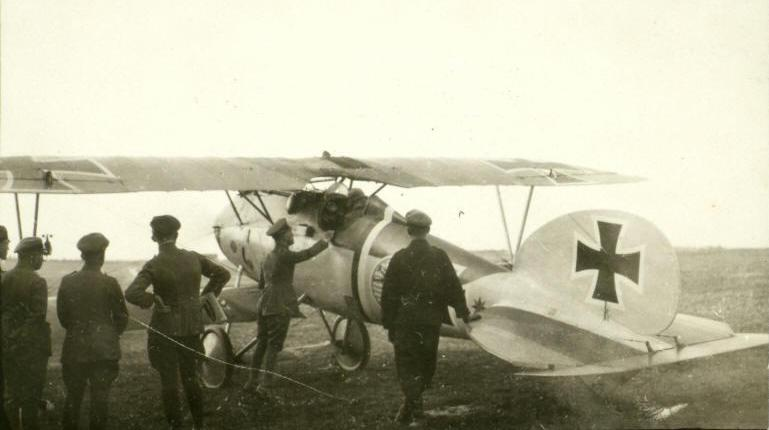
École de pilotage d'avions militaires Albatros D V (1918)

En 1917, une école de pilotage « Arthur Sasse », destinée à une centaine d'élèves, est créée sur le site. L'école a connu plusieurs accidents d'avions lors de la formation des pilotes, comme Johannes Klamroth (11 octobre 1917) et Joseph van Endert (26 février 1918) tués lors de leur formation. L'école de pilotage a formé les pilotes sur l'avion Albatros D.V d'août à novembre 1918.  Oskar Ehricht, formé à l'école de pilotage de Haguenau, est abattu en mars 1918 à Saint-Clément-à-Arnes près de Reims. Des combats aériens semblent avoir eu lieu dans le ciel de Haguenau, puisque sont tués Hermann Kast (18 septembre 1917), Wilhelm Schütte (26 février 1918), Arthur Hinz (6 juillet 1918) et Johann Berse (5 novembre 1918). Ce dernier est enterré au cimetière militaire de Haguenau.  

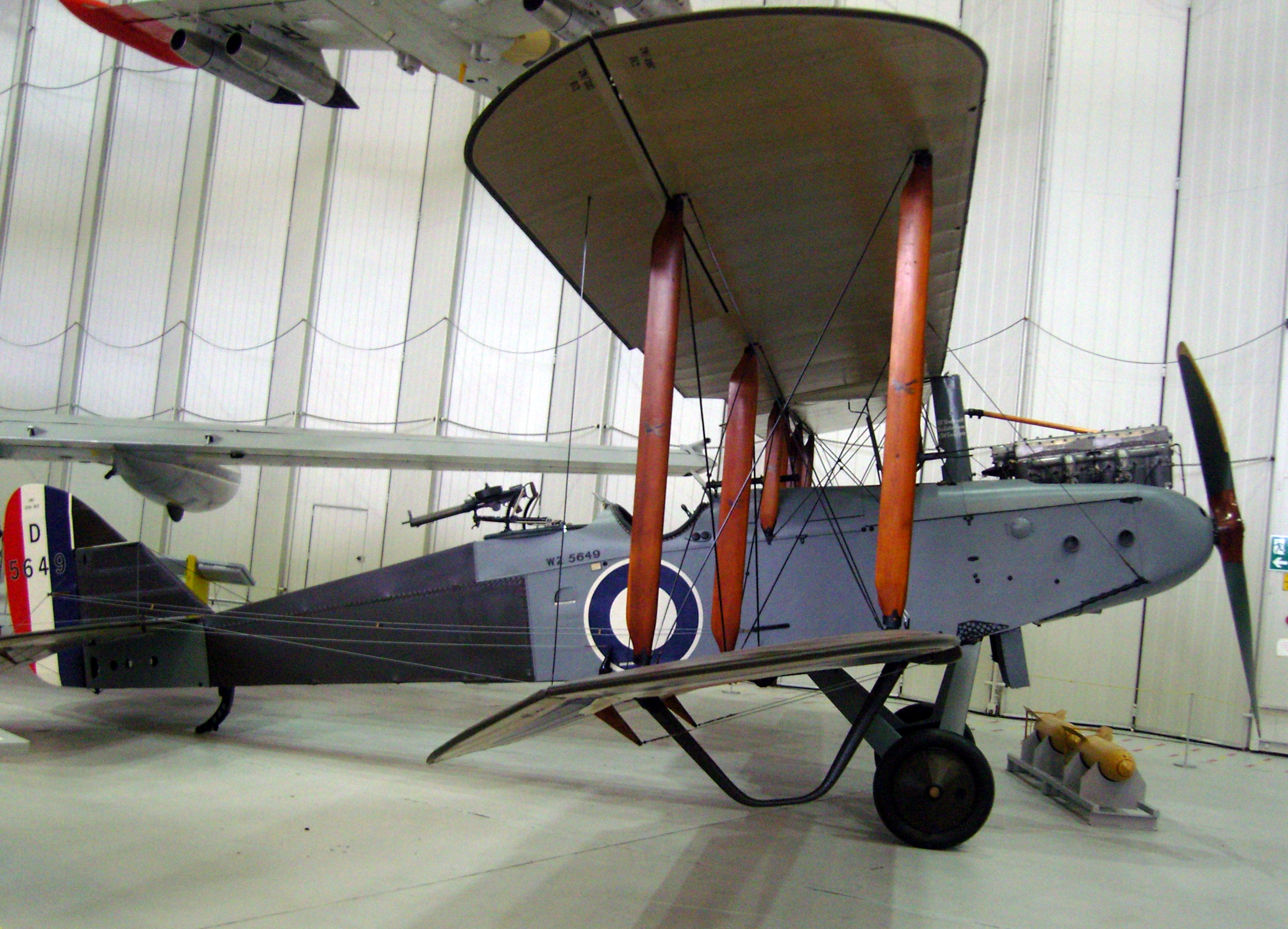
Havilland DH-9 modèle d'avion qui a bombardé l'aérodrome de Haguenau en 1918.

L'aérodrome connaît sept bombardements par l'aviation britannique en 1918 : le 30 juin, le 30 juillet, les 12 et 16 août, le 22 août (l'aérodrome est la cible mais les bombes visent la ville), le 16 septembre et les 29 et 30 octobre 1918. La 99e escadrille qui bombarde l'aérodrome et la ville, les 30 juin et 22 août 1918, est équipée d'avions Havilland DH 9. Les Études Haguenoviennes reproduisent les photographies aériennes de l'aérodrome et d'une bombe lancée au-dessus de Kaltenhouse qui vise l'aérodrome.  
À Surbourg au nord de la forêt de Haguenau, un pilote militaire français — Francis Kermina — revenant d'un bombardement à Mannheim-Ludwigshafen tente un atterrissage de fortune le 4 janvier 1918 à quatre heure du matin au niveau de la gare où il heurte une ligne électrique. Il est inhumé au cimetière Saint-Georges sous les initiales F. K.

### Entre-deux-guerres

#### Aérodrome militaire français avec le passage de quatre pilotes prestigieux, deux pilotes de l'Aéropostale et deux as de l'aviation militaire

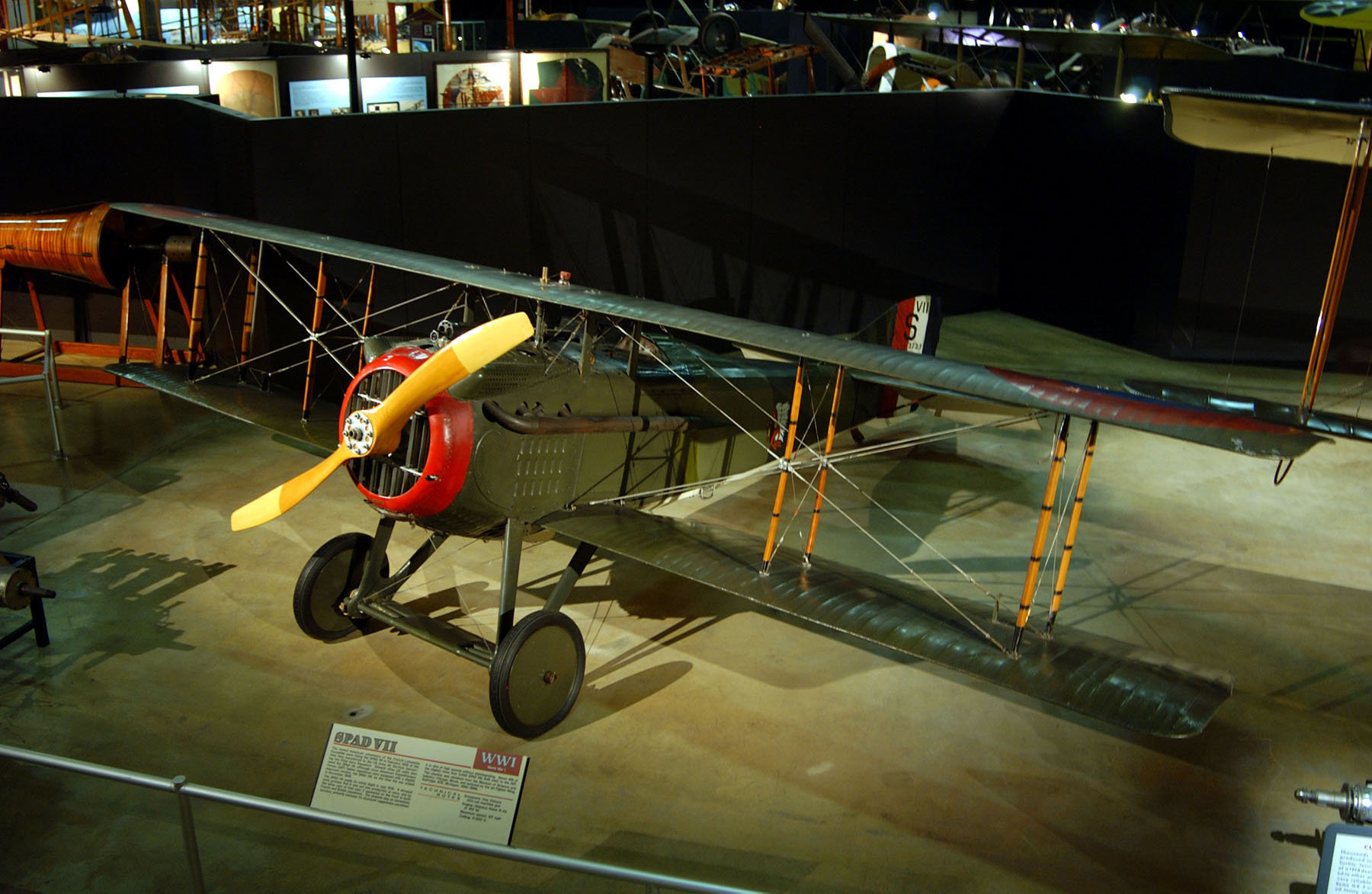
Avion chasseur SPAD dans lequel C. Macé faisait des acrobaties et se tua à Haguenau en 1919.

Six escadrilles militaires s'installent à l'aérodrome de Haguenau entre décembre 1918 et août 1919. 
Une escadrille de l'armée de l'air française, la SPA 87, s'installe à Haguenau sur l'aérodrome, en décembre 1918, elle est commandée par le lieutenant Didier Daurat, futur directeur de l'Aéropostale. Didier Daurat est également connu sous le nom de « Rivière » dans le roman Vol de nuit (1931) d'Antoine de Saint-Exupéry. Il apparaît également dans le livre biographique, Mermoz de Joseph Kessel. 
La SPA 3 Cigognes commandée par le lieutenant Jean Dombray, futur pilote de l'Aéropostale qui ouvre la ligne Toulouse-Rabat, stationne du 5 au 15 décembre 1918 sur l'aérodrome de Haguenau.
La SPA 152, commandée par le capitaine Léon Bonne, est à l'aérodrome du 18 décembre 1918 au 28 mars 1919. Les pilotes se prennent en photographie devant leur avion sur l'aérodrome.
La SPA 92 s'implante à Haguenau de janvier à mai 1919 sous le commandent du lieutenant Charles Jeannot.
Le 19 avril 1919, la SPA 90 commandée par le lieutenant Jules Amanrich est implantée à l'aérodrome de Haguenau jusqu'au 4 août 1919. L'adjudant Charles Macé (1898–1919), un as de l'aviation français de la Première Guerre mondiale, titulaire de 12 victoires aériennes homologuées de mars à octobre 1918, dont huit sur des ballons d'observation et quatre sur des chasseurs ennemis. Dans son unité, Charles Macé occupe son temps à faire des acrobaties sur son chasseur SPAD, le 7 juin 1919, son appareil s’écrase après un virage à basse altitude, le tuant sur le coup sur l'aérodrome de Haguenau. Il est enterré au cimetière de Pau.
L'escadrille SPA 12 s'implante le 22 avril 1919. Elle est commandée par le lieutenant Alexandre Bouzac. Déplacée provisoirement à Rixheim le 23 juin 1919, elle revient à Haguenau, le 2 juillet 1919, sous le commandement du lieutenant Jean Romatet, as de l'aviation de la Première Guerre mondiale, titulaire de sept victoires, où elle est dissoute le 2 août 1919.

#### Aérodrome civil
Des sociétés aéronautiques françaises utilisent l'aérodrome de Haguenau, comme la société d'Aviation Michel qui souhaite étendre ses activités si une école de pilotage est installée. Le 31 janvier 1929, la municipalité tente en vain de faire de l'aérodrome le centre d'entraînement des pilotes civils et militaires de l'Alsace. Elle met en avant les qualités de l'aérodrome :
- Un vaste terrain
- Une absence d'obstacle
- Des hangars vastes et modernes
- Le risque de détérioration des installations en cas de non utilisation
- Aucune nécessité de construire des bâtiments supplémentaires

Entzheim est choisi comme centre d'entraînement pour les pilotes par le ministre de l'Air au détriment de Haguenau car de nombreux travaux ont été effectués, qu'il sert d'escale, dispose d'une liaison internationale et est plus central pour des pilotes venant de Nancy et de Mulhouse.

### Seconde Guerre mondiale

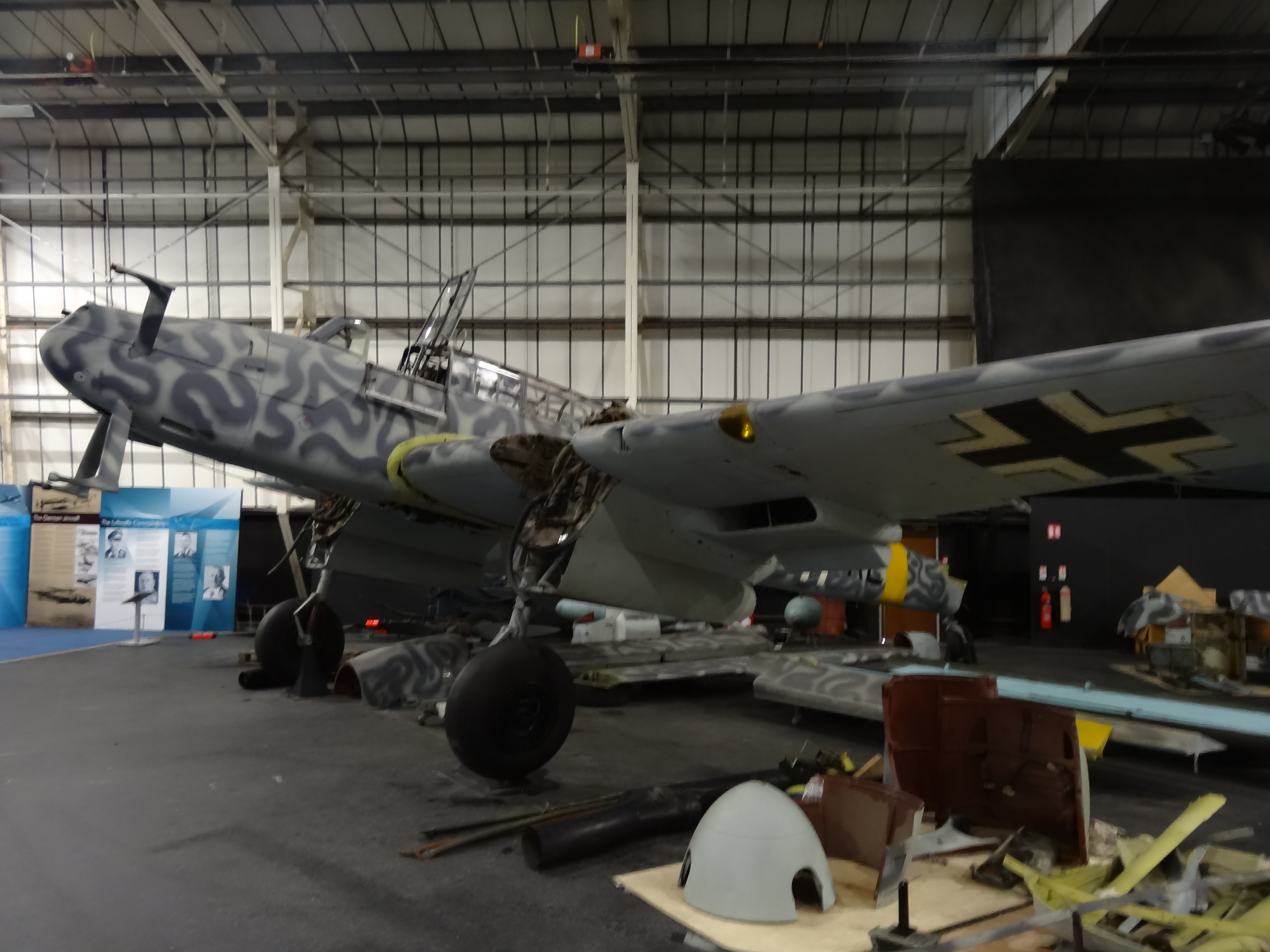
Type d'avion de guerre allemand, Messerschmitt Bf 110, stationné sur l'aérodrome de Haguenau en 1944.

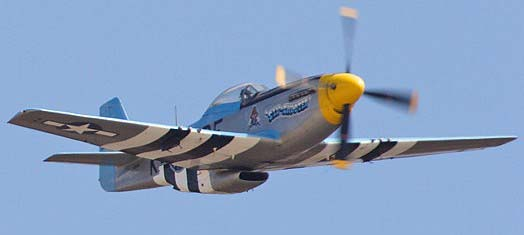
Avion de guerre américain P-51 Mustang, stationné sur l'aérodrome en 1945.

Au tout début de la Seconde Guerre mondiale, le 25 septembre 1939, le capitaine Claude est abattu lors d'un combat aérien avec trois avions de chasse allemands ; il abat mais un avion, mais il est touché, son parachute est mitraillé à Surbourg, il est enterré au cimetière de Haguenau.
En 1943, l'aérodrome est aménagé par l'armée allemande qui y construit des pistes en dur, des abris antiaériens, des postes de défense antiaérienne et des lieux de détente pour les pilotes (piscine et terrain de sport). Haguenau. Balades à travers les siècles de Maryvonne Leonhard publie une photographie des bâtiments de l'aérodrome avec des avions de guerre allemands.
De mars à juin 1944, une escadrille chasseurs de nuit de bombardiers composée de Messerschmitt Bf 110 et Junkers Ju 88 est stationnée à Haguenau. Elle a pour but de harceler et de détruire les escadrilles de bombardiers américains et britanniques s'attaquant aux centres urbains du IIIe Reich. Le 23 mars 1944, l'aérodrome de Haguenau est bombardé. Un chasseur américain d'escorte Republic P-47 Thunderbolt est abattu lors de ce raid. Son pilote Henry Couzens échappe à la mort. 
Le 25 avril 1944, deux bombardiers britanniques, des Avro Lancaster, allant attaquer Karlsruhe entrent en collision au-dessus de Haguenau, le premier avion (7 militaires britanniques tués) s'écrase route de Wissembourg à Haguenau et le second à Soufflenheim (Un canadien et 6 militaires britanniques tués).
En décembre 1944, les alliés s'emparent de l'aérodrome. Les Américains réparent les pistes et les infrastructures. L'aérodrome qui porte le nom d'Airfield Y.39 est remis en état  en janvier 1945. De mars à avril 1945 les avions du 162nd Tactical Reconnaissance Squadron y stationnent, ils sont remplacés en avril jusqu'en fin juin 1945 par le 69th Reconnaissance Group de la 9e Air Force avec des avions North American P-51 Mustang. Le 17 juillet 1945, l'aérodrome est remis à la ville de Haguenau.

## L'aérodrome de Haguenau aujourd'hui: de la terre au ciel

### Activités de l'aérodrome
L'aérodrome sert pour des cours de pilotage, de meetings aériens et d'escale pour les avions de tourisme.
L'aéro-club de Haguenau est créé en 1948 pour donner des cours de pilotage, vol moteur (avion de tourisme) ou vol à voile (planeur). En 1975, les deux écoles se séparent : le club de vol moteur et le club de vol à voile. 

Pistes et hangars de l'aérodrome de Haguenau

L'aéro-club de Haguenau dispose de sept aéronefs: un PS-28 Cruiser (CS-LSA), un WT9 Dynamic (CS-LSA), un Cessna 172 SP Skyhawk, un Piper PA28-180 Archer III, un ULM Savannah 912 S, un ULM WT9 Dynamic et un ULM Tétras CS/R à train classique. Il donne des cours de pilotage pour obtenir la licence de pilote privé et le brevet de pilote ULM multi-axes. 

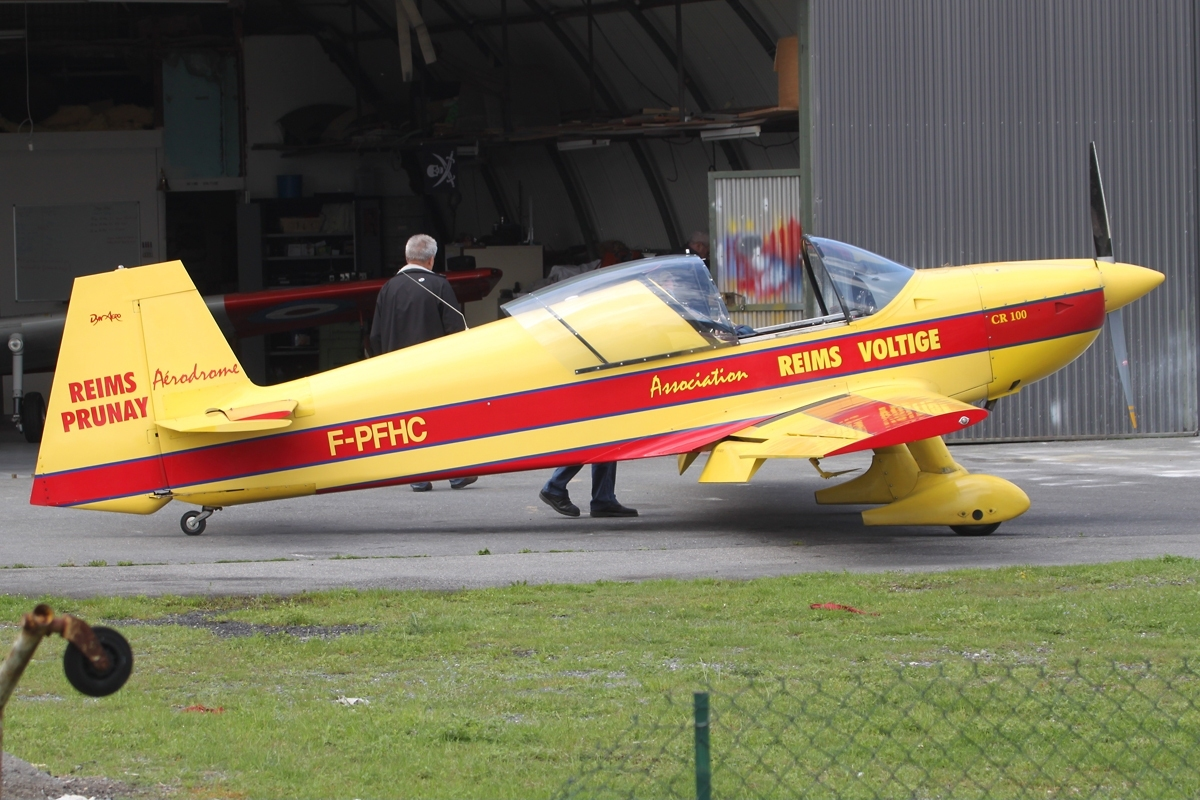
Avion de voltige Dyn'Aero CR-100

Le club de vol à voile de Haguenau (CVVH) été créé en 1987. Il comprend 12 planeurs : sept monoplaces, quatre biplaces, un motoplaneur, un avion remorqueur et un ULM. Parmi ses membres, on trouve Christophe Ruch, titulaire depuis 2006, de 6 médailles en championnats d’Europe et du monde de vol à voile dont un titre de champion d’Europe (médaille d'or en 2011) et un de champion du monde (médaille d'or en 2006 et vice-champion du monde de planeur en 2015). 

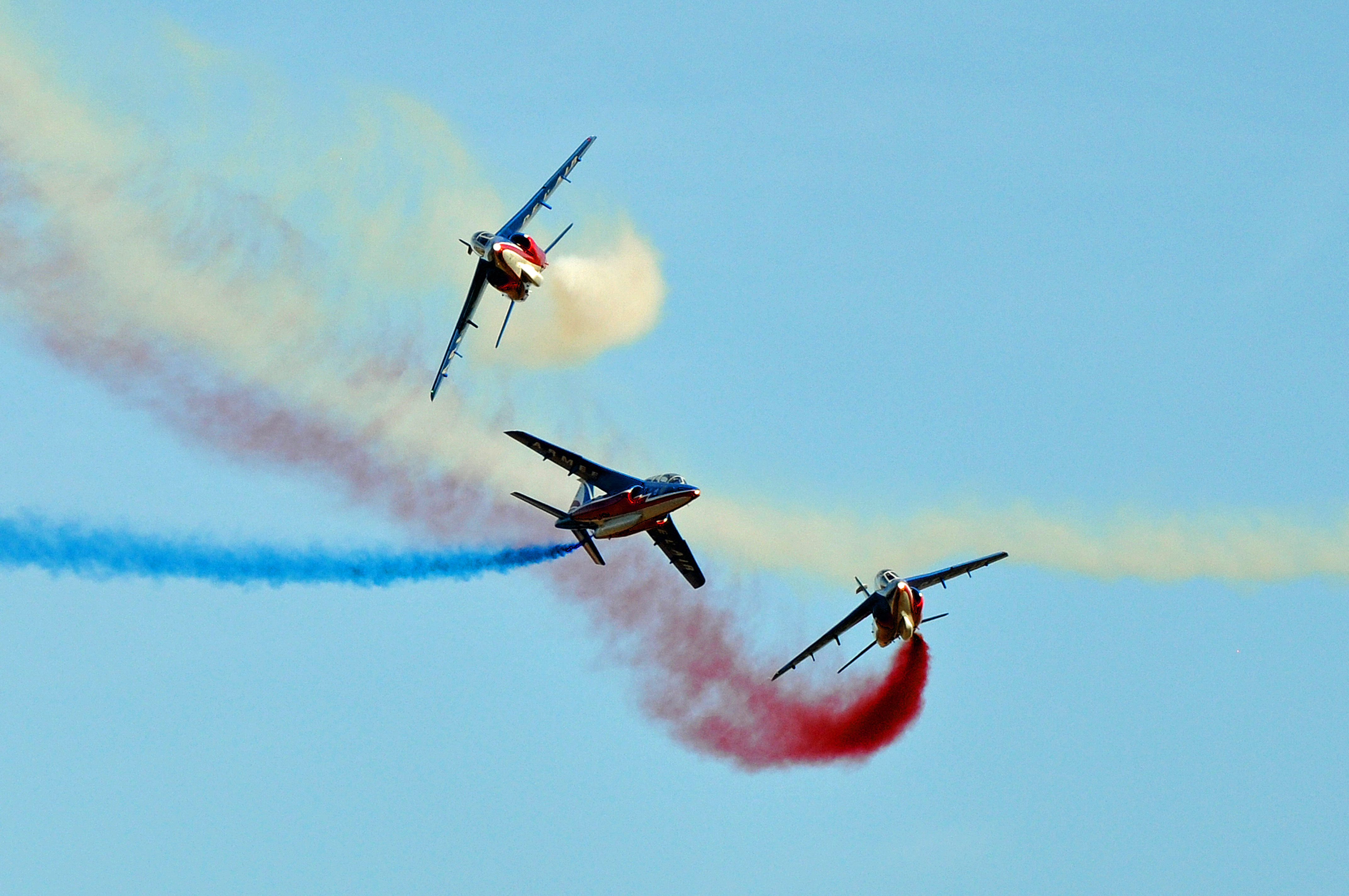
Patrouille de France en démonstration

Les 26 et 27 septembre 2015 s'y est déroulé un meeting aérien à l'occasion des 900 ans de la Ville de Haguenau avec notamment la présence de la Patrouille de France, la patrouille Cartouche Doré et la patrouille d'acrobaties aériennes REVA. 
Alsace Voltige, présente sur le site de l'aérodrome, effectue de la voltige aérienne avec deux types d'avions, un Dyn'Aéro CR100 et Extra 300 dans sa version 330 LX. Un de ses membres Margaux Tahar a été sacrée "championne de France de voltige aérienne biplace en catégorie Espoir" en août 2018 à Châteauroux.

### Accidents d'avions
L'aérodrome a connu plusieurs accidents d'avions : accident d'un avion de l'aéroclub en mai 1953 qui s'écrase sur la piscine (pilote et passager mort), accident à l'atterrissage d'un Gyroflug SC01 en juillet 2007 (pilote indemne), un monomoteur biplace de construction amateur en août 2010 (pilote indemne), un avion Avion Cessna 172S en juin 2011 (pilote indemne), un avion ULM de type trois axes en août 2014 (pilote indemne), un avion Colibri en septembre 2015 (mort du pilote) et un avion Dynamic WT9 qui s'écrase lors de son atterrissage sur la piste en juillet 2018 (pilote et passager indemnes). Le 11 aout 2024, le président de l’aéro-club d’Haguenau, Didier Limet, également colonel de la gendarmerie nationale, s'écrase à Eschbach à bord d'un Dynamic WT9 ULM avec son élève (pilote et passager mort).

### Infrastructures
L’aérodrome dispose de deux pistes orientées nord-sud (03/21) :
- une piste bitumée longue de 850 mètres et large de 18 ;
- une piste en herbe longue de 970 mètres et large de 80.

L’aérodrome n’est pas contrôlé mais dispose d’une aire à signaux. Les communications s’effectuent en auto-information sur la fréquence de 120,630 MHz.
S’y ajoutent :
- des aires de stationnement ;
- des hangars ;
- une station d’avitaillement en carburant (100LL) et en lubrifiant[32].

Piste accès hangars
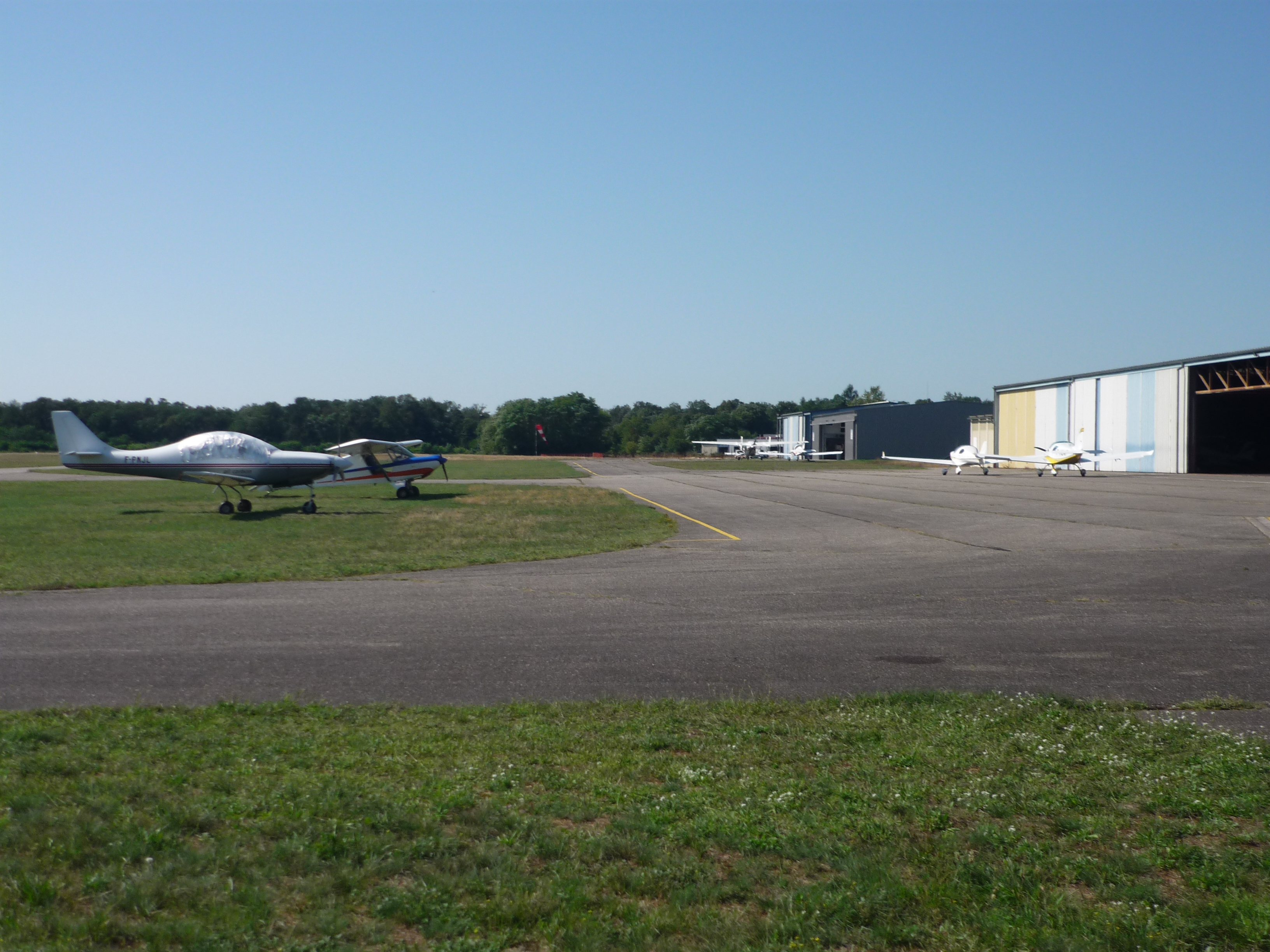
Hangars de l'aérodrome
Hangar d'Alsace Voltige avec un avion en maintenance
Piste en bitume
Piste en herbe
Piste en herbe

### Entreprises ou associations à vocation aéronautique implantées sur le site

#### Loisirs et tourisme
- Aéroclub de Haguenau ;
- Alsace hélicoptère Services ;
- Alsace Voltige ;
- Club de Vol à Voile de Haguenau (CVVH) ;

#### Entreprises
- Strasbourg Aviation Services  ;
- Bleu Ciel Aviation ;
- Finesse Max ;
- ACR-Aviation/Aircraftrenting ;
- Hélisfair ;